# DURDN
DURDN（ダーダン）は、韓国出身のシンガーBaku、トラックメイカーのSHINTA、トップライナーのyaccoによるプロデュース・デュオ"tee tea"から成る3人組。

## 略歴
同じ専門学校出身のSHINTA, yaccoがプロデュースデュオ"tee tea"を結成。IZ*ONEへ楽曲提供などを行っていた中、知り合いを介し「ちょっといい声の男の子がいるんだけど、一度デモを聴いてみてくれない？」とBakuを紹介されたことをきっかけにDURDNを結成。グループ名の由来は映画「ファイト・クラブ」の主人公ブラッド・ピット演じる、タイラー・ダーデン。
2021年
- 2021年1月16日にシングル「Conflict」で本格的に活動をスタート。毎月新曲発表・12か月連続リリースを達成。
- "tee tea"は2021年12月15日にリリースされた乃木坂46の初のベスト・アルバム『Time flies』に「Hard to say」を楽曲提供[5]。

2022年
- yamaのセカンドアルバム『Versus the night』収録曲「マスカレイド」にDURDNとして楽曲提供を果たしている[6]。
- 2022年8月にリリースされたシングル「何年後も」がダイハツ タフト「TOUGH LIFE」篇CMソングに使用される[7]。
- 2022年9月にリリースされたシングル「WARUNORI」のミュージックビデオには、洋服好きで知られる三人組YouTuberのポーカーズが出演している[8]。

2023年
- ピーエーワークス制作のオリジナルTVアニメーション『Buddy Daddies』のエンディングテーマに「My Plan」が起用された[9]。
- Spotifyが今年躍進を期待するネクストブレイクアーティスト10組「Early Noise 2023」に選出[10]。
- 2023年4月にリリースされたシングル「apart」のミュージックビデオには、SHINTAの学生時代の同級生である長井短がメインキャストとして出演している[11]。
- 2023年4月にリリースされたシングル「Drink! feat. YonYon」が韓国焼酎（ソジュ）ブランド『チャミスル』のテーマソングに起用された。『チャミスル』公式のYouTubeチャンネルにて飲み会サークル「チャミ会」Web動画の楽曲として使用されている[12]。
- 2023年11月にリリースされたシングル「はなにあらし」では、2022年に楽曲提供したyamaとコラボ。11月15日に渋谷WWW Xで行われた単独公演『The Prove』では、yamaがサプライズゲストとして出演し、「マスカレイド」と「はなにあらし」を披露した。

## 音楽性
ロック、ヒップホップ・ミュージック、リズム・アンド・ブルース、ジャズ、エレクトロニック・ダンス・ミュージックなど多彩なジャンルが混合した音楽スタイル。Bakuのアンニュイで透き通った歌声、トップライナーのyaccoの絶妙な歌詞表現、SHINTAの多彩なサウンドワークで、センチメンタルでどこか懐かしい楽曲が多い。

## ディスコグラフィー

### デジタル・シングル
|      | リリース日 | リリース日 | タイトル                         |
|      | 年         | 月日       | タイトル                         |
| ---- | ---------- | ---------- | -------------------------------- |
| 1st  | 2021       | 1月16日    | Conflict                         |
| 2nd  | 2021       | 2月26日    | 捨てたらいい                     |
| 3rd  | 2021       | 3月29日    | いつか、思い出に                 |
| 4th  | 2021       | 4月21日    | 忘れたいね                       |
| 5th  | 2021       | 5月21日    | The Last Day                     |
| 6th  | 2021       | 6月16日    | 僕の夢                           |
| 7th  | 2021       | 7月21日    | Vacation                         |
| 8th  | 2021       | 8月25日    | イカしてる                       |
| 9th  | 2021       | 9月29日    | All Of You (feat. TAKUMI)        |
| 10th | 2021       | 10月27日   | LIFE                             |
| 11th | 2021       | 11月26日   | くすぶってばっかいられない       |
| 12th | 2021       | 12月17日   | 306                              |
| 13th | 2022       | 6月17日    | Fizz!                            |
| 14th | 2022       | 8月3日     | 何年後も                         |
| 15th | 2022       | 9月28日    | WARUNORI                         |
| 16th | 2022       | 12月7日    | 年の瀬に                         |
| 17th | 2023       | 1月13日    | My Plan                          |
| 18th | 2023       | 4月5日     | apart                            |
| 19th | 2023       | 4月27日    | Drink! feat. YonYon              |
| 20th | 2023       | 5月17日    | Drink!                           |
| 21st | 2023       | 6月28日    | TOKIDOKI                         |
| 22nd | 2023       | 7月26日    | Runner's High                    |
| 23rd | 2023       | 9月13日    | Regrets                          |
| 24th | 2023       | 11月8日    | はなにあらし feat. yama          |
| 25th | 2024       | 2月28日    | FAKE MOON                        |
| 26th | 2024       | 3月27日    | Pretense feat. 李浩瑋 Howard Lee |

### EP
|     | リリース日 | リリース日 | タイトル | 収録曲                                                                                     |
|     | 年         | 月日       | タイトル | 収録曲                                                                                     |
| --- | ---------- | ---------- | -------- | ------------------------------------------------------------------------------------------ |
| 1st | 2021       | 7月21日    | Vacation | 1. Vacation 2. 捨てたらいい 3. Conflict 4. 忘れたいね 5. City Drive                        |
| 2nd | 2022       | 1月21日    | 306      | 1. イカしてる 2. くすぶってばっかいられない 3. 306 4. LIFE 5. ミアネ 6. All of you (Remix) |
| 3rd | 2024       | 6月7日     | Komorebi | 1. PRIDE 2. Alarm 3. Spaceship 4. Pretense feat.Howard Lee 5. Palm 6. FAKE MOON            |

### タイアップ
| 起用年 | 曲名                    | タイアップ                                      |
| ------ | ----------------------- | ----------------------------------------------- |
| 2022年 | 「何年後も」            | ダイハツ タフト「TOUGH LIFE」篇CMソング         |
| 2023年 | 「My Plan」             | テレビアニメ『Buddy Daddies』エンディングテーマ |
| 2023年 | 「Drink! feat. YonYon」 | チャミスル・テーマソング                        |

### 楽曲提供/プロデュース
| 発売日         | アーティスト名 | 曲名             | 備考                                 |
| -------------- | -------------- | ---------------- | ------------------------------------ |
| 2021年12月15日 | 乃木坂46       | 「Hard To Say」  | ベスト・アルバム『Time flies』収録曲 |
| 2022年8月31日  | yama           | 「マスカレイド」 | アルバム『Versus the night』収録曲   |
| 2024年3月20日  | ukka           | 「透明」         | シングル『Overnight Rainbow』収録曲  |

## ライブ・フェス
- 2022年1月23日　『DURDN/Cwondo/DJ:tokyo mellow city crew 』表参道WALL&WALL
- 2023年3月17日　『Spotify Early Noise Night #15』
- 2023年5月28日　『Greenroom Festival 2023』
- 2023年6月21日　 初ワンマンライブ『ONE MAN LIVE!』
- 2023年7月15日　『City Connection powered by Manhattan Portage』
- 2023年7月16日　『CORONA SUNSETS FESTIVAL 2023』
- 2023年8月19日　『SUMMER SONIC 2023：Spotify RADAR: Early Noise Stage』
- 2023年8月25日　『SWEET LOVE SHOWER 2023』
- 2023年10月7日　『Eggs presents FM802 MINAMI WHEEL 2023』
- 2023年11月10日　ワンマンライブ『The prove』大阪 梅田Shangri-La
- 2023年11月15日　ワンマンライブ『The prove』東京 渋谷WWW X